# Palau Carignano
El Palau Carignano (Palazzo Carignano en italià, Palass Carignan en piemontès) és un edifici històric al centre de Torí, Itàlia, que acull el Museu del Risorgimento. Era una residència privada dels prínceps de Carignano, d'aquí rep el nom. La seva façana arrodonida és diferent de les altres façanes de la mateixa estructura. Es troba a la Via Accademia delle Scienze. El 2016 va rebre 23.119 visitants. Va ser declarat Patrimoni de la Humanitat per la Unesco.

## Història
La construcció del Palau Carignano va ser ordenada pel príncep Manuel Filibert, fill de Thomas Francis, príncep de Carignano i la seva esposa francesa Marie de Bourbon. El príncep va encarregar a l'arquitecte Guarino Guarini que dissenyés una residència adequada per a la seva llar i la dels seus fills de la casa regnant de Savoia.
Guarini va dissenyar l'estructura en forma d'una plaça, amb una façana recta i continguda a l'est i una façana el·líptica a l'oest. Guarini També va afegir un patí al centre del palau. La construcció va començar el 1679, quan el Príncep tenia 51 anys.
Les decoracions sobre les finestres de la planta noble recorden la campanya de la família Carignano amb el regiment Carignano-Salières Regiment contra els Iroquesos el 1667. L'interior sempre ha estat descrit com sumptuosa i té esplèndids frescs i decoracions d'estuc.

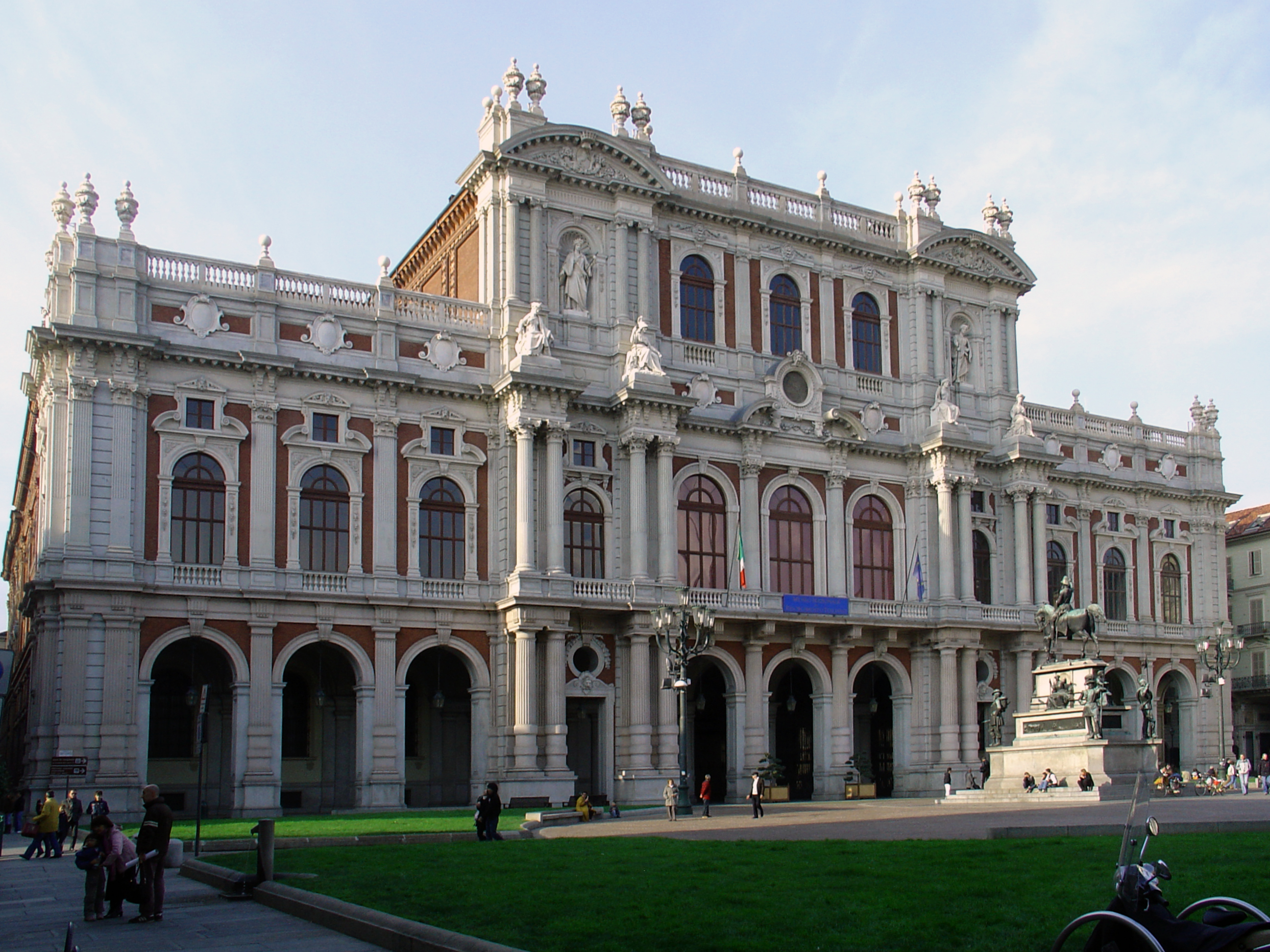
La façana posterior del del Palau Carignano a la Piazza Carlo Alberto.

Entre els frescs n'hi ha alguns de Stefano Legnani, anomenat il Legnanino. L'escala principal és decorada amb bustos de Pietro Somazzi.
L'edifici, construït amb maó en un estil barroc típic, té una façana principal el·líptica. Aquesta façana representa l'únic exemple de l'arquitectura cívica que fa ús del ritme ondulat 'còncau – convex – còncau' establert per Francesco Borromini en l'església de S. Carlo alle Quattro Fontane a Roma.
El Palau va ser on va néixer Maria Teresa, Princesa de Lamballe el 1749 – confident de Maria Antonieta i per qui va morir el 1792. Carles Manuel, Príncep de Carignano hi va néixer el 1770. També va ser on va néixer el primer Rei d'Itàlia, Víctor Manuel II el 1820.
De 1848 a 1861 el palau va ser utilitzat com la Cambra dels Diputats del Parlament Subalpí. El 1861, amb la creació del parlament del nou Regne unificat d'Itàlia, el Palau ja no va acollir més la Cambra dels Diputats.